# Toma Polanski (biskup)

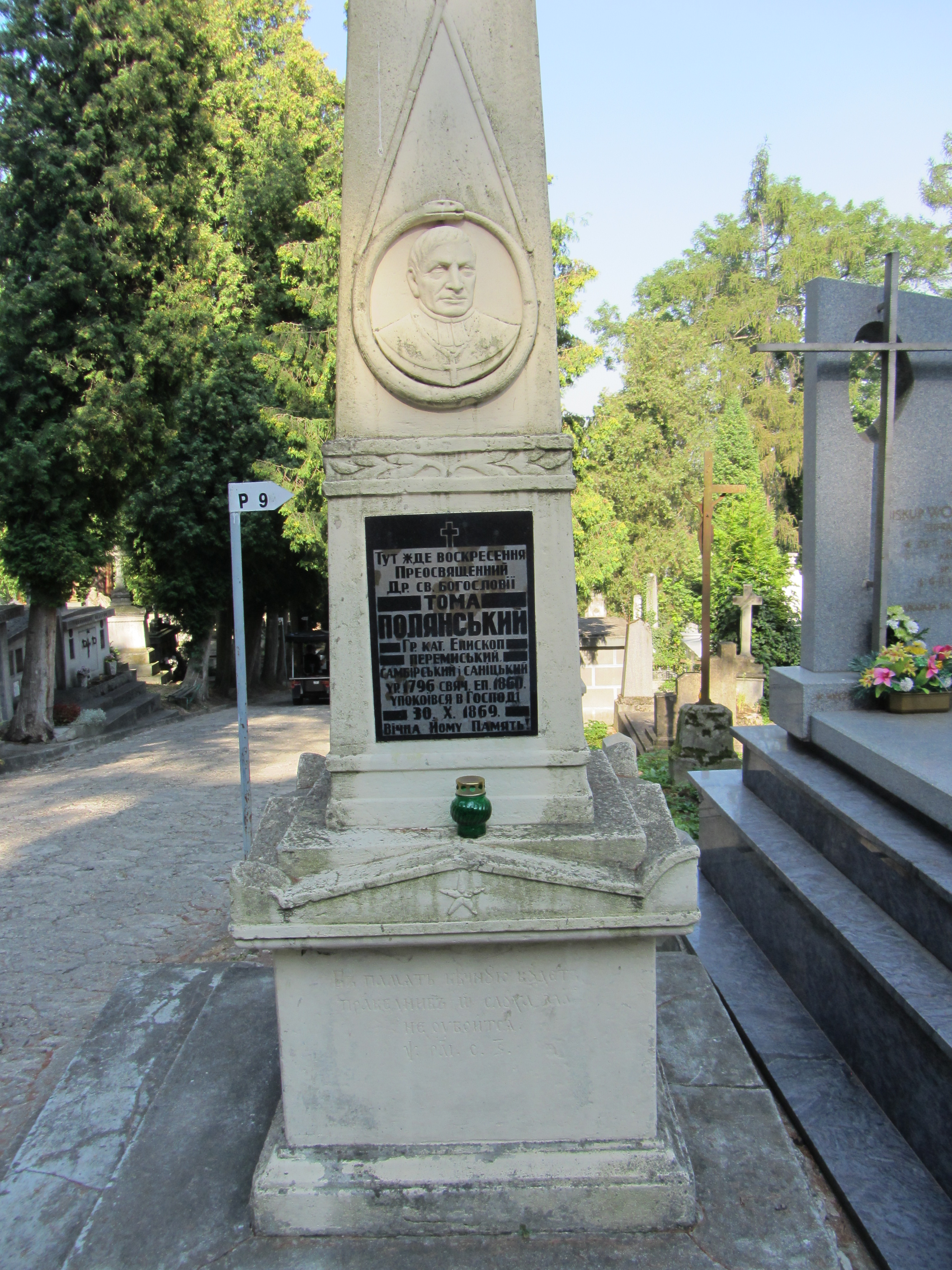
Grobowiec na cmentarzu Głównym w Przemyślu

Toma Polanski pol. Tomasz Syrus Polański (ur. 15 października 1796 w Bartnem, zm. 30 października 1869 w Przemyślu) – greckokatolicki biskup przemyski w latach 1860–1867, współautor papieskiego dekretu "Concordia", normującego stosunki między Kościołami rzymskim i greckokatolickim.
W 1845 pierwszy rektor Greckokatolickiego Seminarium Duchownego w Przemyślu. Jego dużym osiągnięciem było zatwierdzenie greckokatolickiej kapituły przemyskiej przez Watykan w 1864.

## Publikacje
- Tomasz Pudłocki: Iskra światła czy kopcąca pochodnia ? Inteligencja w Przemyślu w latach 1867-1939. Kraków, 2009. ISBN 978-83-88737-34-3.
- Dmytro Błażejowśkyj: Istorycznyj szematyzm Peremyskoji Eparchiji z wkluczennjam Apostolśkoji Administratury Łemkiwszczyny (1828-1939). Lwów, 1995, ISBN 5-7745-0672-X.
- Енциклопедія українознавства. T. 6. Lwów, 1993, s. 2229. (ukr.)